# Kiki Sørum
Anne Christine "Kiki" Sørum (16 januari 1939 - 30 augustus 2009) was een Noors modejournaliste, redacteur en schrijfster. Ze werkte van 1973 tot 1977 als modejournaliste voor het wekelijkse tijdschrift Hjemmet en van 1979 tot 1981 als redacteur bij tijdschrift Nicole. Ze werkte ook als freelancer voor verschillende publicaties, waaronder Verdens Gang, Se og Hør en Dagbladet. Ze heeft verschillende boeken geschreven. In 2003 werd Sørum internationaal erkend voor haar werk over mode en kreeg zij een onderscheiding in de Franse Orde van Kunst en Letteren. In 2005 werd zij commandeur in de Orde van de Finse Leeuw.